# Glischrochilus quadripunctatus
Glischrochilus quadripunctatus är en skalbaggsart som först beskrevs av Carl von Linné 1758.  Glischrochilus quadripunctatus ingår i släktet Glischrochilus, och familjen glansbaggar. Arten är reproducerande i Sverige.

## Bildgalleri

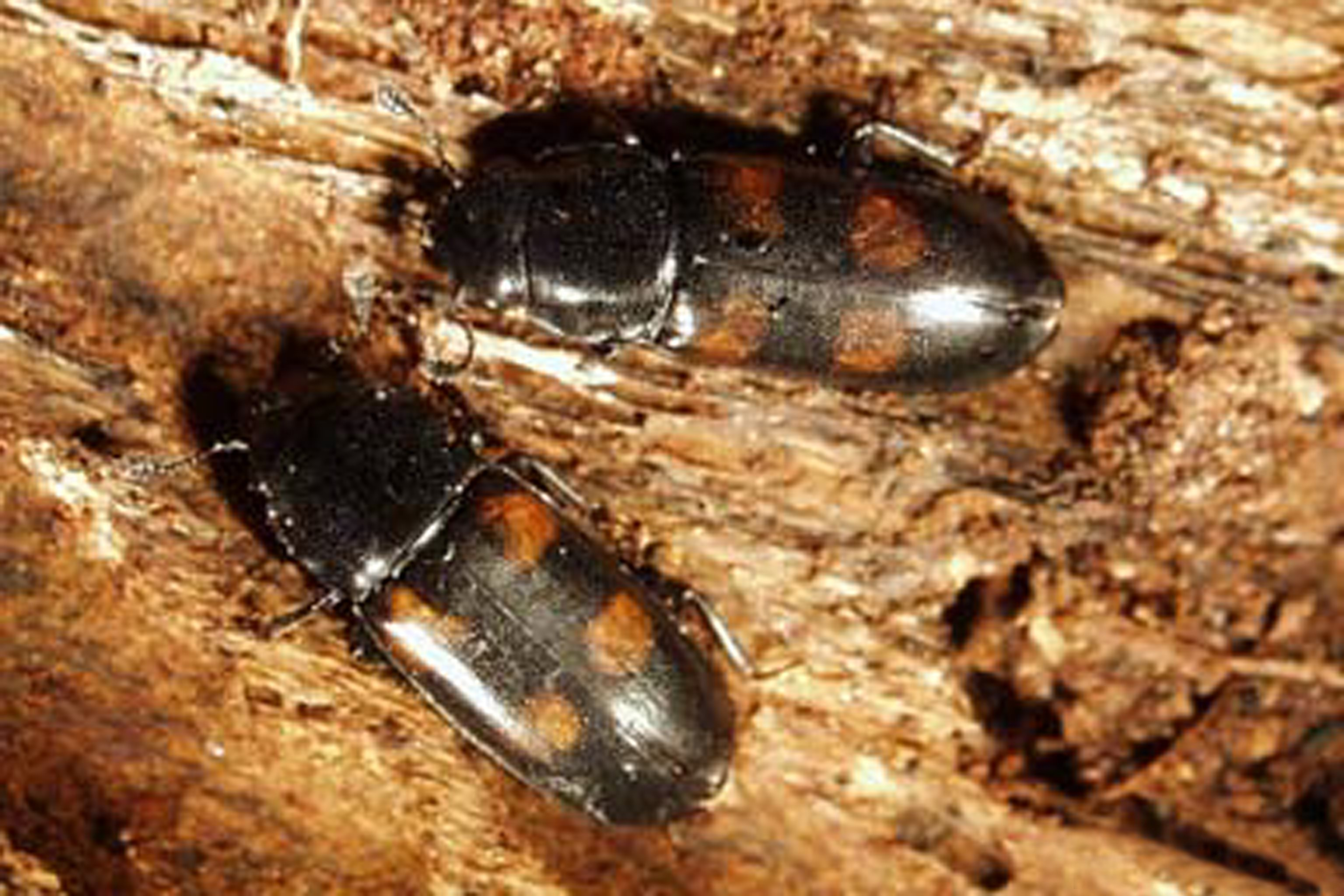
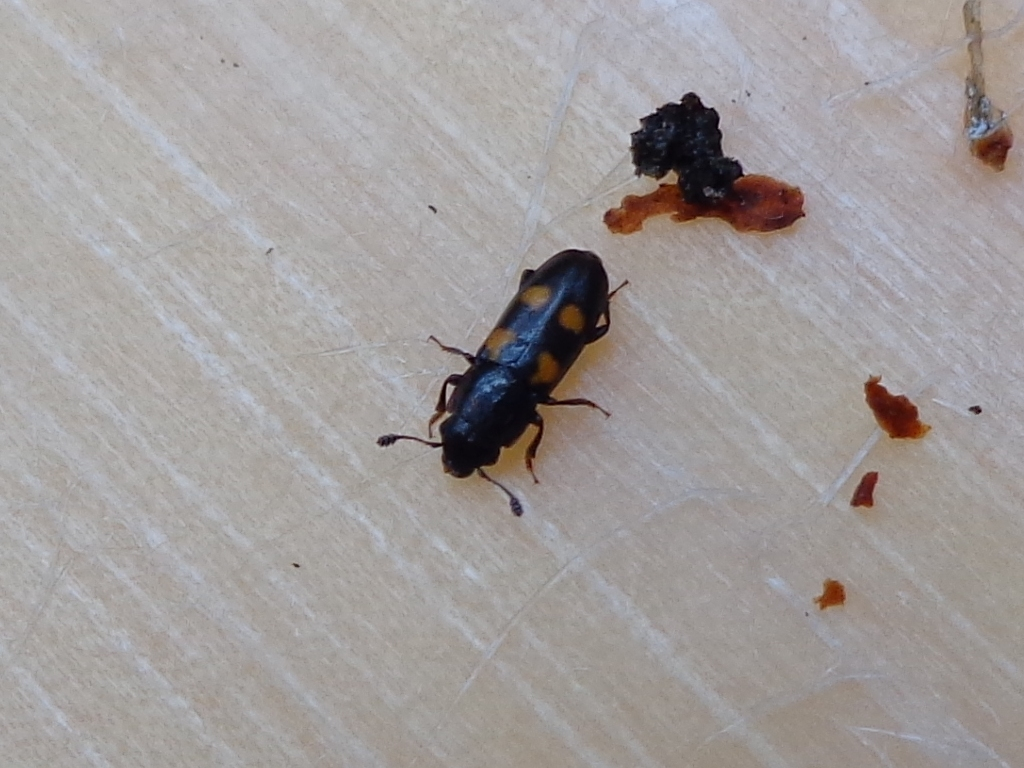